# Castino di Bisanzio
Castino (II secolo – 237) è stato un vescovo greco antico con cittadinanza romana, vescovo di Bisanzio tra il 230 e il 237, venerato come santo dalla Chiesa ortodossa.
Niceforo Callisto si riferisce a lui come "Costantino".

## Biografia
Era un cittadino romano, un senatore pagano. Fu convertito al cristianesimo dal precedente vescovo di Bisanzio, Ciriaco. Donò quindi tutte le sue fortune ai poveri e si dedicò esclusivamente alla Chiesa. Seguì il suo maestro nella sede episcopale della città.
Fino ai suoi tempi, il quartier generale dell'episcopato era situato in una zona vicino al mare (Elaia), nella regione dell'attuale distretto di Galata, ad Istanbul, dove si era trasferito al tempo di Atenodoro. Fu il primo vescovo a trasferirsi nella città di Bisanzio, costruendo lì una chiesa. Una fonte riferisce che abbia costruito la chiesa in onore di santa Eufemia, mentre un'altra afferma che quest'opera sia stata compiuta da Domezio.